# Иниго Мартинес
Иниго Мартинес Бериди (на испански: Iñigo Martínez Berridi, испанско произношение: [ˈiɲiɣo marˈtineð βeˈriði]) е испански футболист, роден на 17 май 1991 г., който играе за Ал-Насър.

## Състезателна кариера

### Клубна
Още от малък се присъединява към младежите на Реал Сосиедад, като преди това е тренирал в местния Аурера Ондароа. Той прави своя дебют през сезон 2009/10 за втория отбор на Реал Сосиедад, който се намира в четвърта дивизия и за една година записва 23 мача и отбелязва един гол. На 27 август 2011 г. Мартинес прави дебют за първия отбор на Сосиедад, а същевременно записва дебют и в Примера дивисион, като играе пълни 90 минути при победата като гост с 2 – 1 срещу Спортинг Хихон. На 2 октомври същата година вкара първия си гол при загубата като домакин с 1 – 2 срещу Атлетик Билбао.

### Национален отбор
Мартинес прави своя дебют за испанския национален отбор до 21 г. през 2011 година. През следващата година попада в състава за Летните олимпийски игри в Лондон през 2012 г., като в първия мач срещу Япония е изгонен в края на първото полувреме, а отбора му претърпява загуба с 0 – 1. Дебютира за първия отбор на Испания на 14 август 2013 г., влизайки като резерва през второто полувреме на мястото на Серхио Рамос за победата с 2 – 0 в приятелската среща срещу Еквадор.